# Ямская гоньба
Ямска́я гоньба́, Почтовая гоньба — историческая почтовая служба в России, которая существовала с XIII по XIX век и занималась в основном перевозкой казённой корреспонденции.

## Происхождение названия
Русские слова «ямской», «ямщик» и «ям» предположительно происходят от тюркского слова jamçı (почтовый гонец). Память о тех далеких временах, когда на Руси была распространена ямская гоньба, сохранилась во многих российских топонимах.

## История
Ямская гоньба была введена в северо-восточной Руси во времена монголо-татарского ига.
Гоньба представляла собой систему почтовых дворов (ямов), предназначенных для смены лошадей, расположенных на расстоянии 40—50 вёрст друг от друга. Ямскую повинность выполняли ямщики, которые должны были держать по три лошади.
В XVI веке для управления почтовой службой был создан централизованный государственный Ямской приказ (упоминается с 1516 года), переименованный в 1723 году в Ямскую канцелярию.
Австрийский дипломат Сигизмунд Герберштейн так писал о русской ямской службе XVI века:
Великий государь, князь московский, имеет по разным местам своего княжества ямщиков с достаточным количеством лошадей, так что, куда бы ни послал князь своего гонца, везде для него найдутся лошади. Гонец имеет право выбирать коня, который ему покажется лучшим. На каждом яму лошадей меняли; в свежих не было недостатка. Кто требовал 10 или 12, тому приводили 40 или 50. Усталых кидали по дороге и заменяли другими, которых брали в первом селе.

### Книги
- Гурлянд И. Я. Ямская гоньба в Московском государстве до конца XVII века. — Ярославль: Тип. Губ. Правления, 1900. — 339 с.
- Ямская гоньба // Большой филателистический словарь / Н. И. Владинец, Л. И. Ильичёв, И. Я. Левитас  … [и др.]; под общ. ред. Н. И. Владинца и В. А. Якобса. — М. : Радио и связь, 1988. — С. 313. — 40 000 экз. — ISBN 5-256-00175-2.
- Ямская гоньба скорая // Большой филателистический словарь / Н. И. Владинец, Л. И. Ильичёв, И. Я. Левитас  … [и др.]; под общ. ред. Н. И. Владинца и В. А. Якобса. — М. : Радио и связь, 1988. — С. 313. — 40 000 экз. — ISBN 5-256-00175-2.
- Ямская почта // Большой филателистический словарь / Н. И. Владинец, Л. И. Ильичёв, И. Я. Левитас  … [и др.]; под общ. ред. Н. И. Владинца и В. А. Якобса. — М. : Радио и связь, 1988. — С. 314. — 40 000 экз. — ISBN 5-256-00175-2.
- Ямские деньги // Большой филателистический словарь / Н. И. Владинец, Л. И. Ильичёв, И. Я. Левитас  … [и др.]; под общ. ред. Н. И. Владинца и В. А. Якобса. — М. : Радио и связь, 1988. — С. 314. — 40 000 экз. — ISBN 5-256-00175-2.
- Ямской почтамт // Большой филателистический словарь / Н. И. Владинец, Л. И. Ильичёв, И. Я. Левитас  … [и др.]; под общ. ред. Н. И. Владинца и В. А. Якобса. — М. : Радио и связь, 1988. — С. 314. — 40 000 экз. — ISBN 5-256-00175-2.

### Статьи
- Белобров В. Сколько могли пробежать за раз новгородские лошади Архивная копия от 5 июня 2020 на Wayback Machine // LXXIII Герценовские чтения, СПб, 2020
- Белобров В. О ямщиках и ямах… Архивная копия от 5 марта 2022 на Wayback Machine
- Ведерникова Е. Ямская гоньба и электронная почта Архивная копия от 2 июня 2016 на Wayback Machine // Вечерний Новосибирск. — 2007. — 30 января. (Дата обращения: 7 ноября 2010)
- Вершинин Е. Ямская гоньба на Оби // Родина. — 2003. — № 2. (Дата обращения: 7 ноября 2010)
- Вигилев А. «Для чего и почта учреждена…» Архивная копия от 23 марта 2016 на Wayback Machine // Филателия СССР. — 1976. — № 2. — С. 28-30.
- Виташевская М. Н. Старинная русская почта Архивная копия от 27 января 2013 на Wayback Machine // Россика. — 1963. — № 65. — С. 5-9.
- Гансен Э. Дела давно минувших дней Архивная копия от 23 марта 2016 на Wayback Machine // Россика. — 1933. — № 13. — С. 3—7.
- Иванов П. Синий зипун, красный кушак. Ямская гоньба от монголов до железных дорог // Родина. — 2001. — № 12. (Дата обращения: 7 ноября 2010)
- Карнович Е. П. Русские почты в XVII и начале XVII столетия // Исторический вестник. — 1884. — Т. XV. — С. 615—625.
- Кудряшов К. Ямская гоньба // АиФ Москва. — 2006. — № 23 (673). — 7 июня. (Дата обращения: 7 ноября 2010)
- Семёнов О. В. Ямская гоньба в Сибири до конца XVII в.: проблема появления и функционирования // Cahiers du Monde russe. — 2019. N 60(1). — С. 147—171.
- Семёнов О. В. Правительственная связь на Севере Западной Сибири в конце XVI—XVII вв. Архивная копия от 30 июля 2021 на Wayback Machine
- Семёнов О. В. Система ямской гоньбы в Сибири в конце XVI—XVII вв.: качество функционирования Архивная копия от 5 марта 2016 на Wayback Machine // Россия и мир: панорама исторического развития: сб. научных статей, посвящённый 70-летию исторического факультета Уральского государственного университета им. А. М. Горького). — Екатеринбург, 2008. — С. 534—538. (Дата обращения: 7 марта 2014)
- Семёнов О. В. История Демьянского яма в XVII в.: возникновение и первые годы существования Архивная копия от 8 апреля 2014 на Wayback Machine // Известия Уральского государственного университета: Гуманитарные науки. История. Филология. Искусствоведение. — Екатеринбург, 2009. — № 3(65). — С. 152—159. (Дата обращения: 7 марта 2014)
- Семёнов О. В. Из истории взаимоотношений населения Самаровского и Демьянского ямов (1640—1650-е гг.) // Уральский исторический вестник. — Екатеринбург, 2009. — № 4 (25). — С. 105—108.
- Семёнов О. В. Верхотурский ям в конце XVI—XVII вв.: история возникновения и функционирования Архивная копия от 5 марта 2016 на Wayback Machine // Уральский сборник. История. Культура. Религия. — Екатеринбург, 2009. — Вып. VII. — С. 15—28. (Дата обращения: 7 марта 2014)
- Семёнов О. В. Восстановление системы регулярного сообщения в Тюменском уезде в конце 20-х гг. XVII в. Архивная копия от 5 марта 2016 на Wayback Machine // Известия Уральского государственного университета: Гуманитарные науки. — Екатеринбург, 2010. — № 3(79). — С. 63—72. (Дата обращения: 7 марта 2014)
- Семёнов О. В. О времени возникновения системы регулярного сообщения в Сибири Архивная копия от 5 марта 2016 на Wayback Machine // Известия Алтайского государственного университета: История. Политология. — Барнаул, 2010. — № 4/2(68). — С. 198—200. (Дата обращения: 18 февраля 2011)
- Семёнов О. В. «От ямской гоньбы велено отставить» // Родина. — 2010. — № 10. — С. 74—75.
- Семёнов О. В. Из истории первых лет существования Самаровского яма // Мининские чтения: Труды участников международной научной конференции. Нижегородский государственный университет им. Н. И. Лобачевского (24—25 октября 2008 г.). — Нижний Новгород, 2010. — С. 443—454.
- Семёнов О. В. Демьянские против самаровских // Родина. — 2012. — № 7. — С. 88—90.
- Семёнов О. В. Туринский ям в конце XVI — первой трети XVII в.: возникновение и функционирование // Известия Уральского федерального университета: Гуманитарные науки. — Екатеринбург: Изд-во УрФУ, 2014. — № 2 (127). — С. 223—232.
- Семёнов О. В. Общинная организация сибирских ямщиков в конце XVI—XVII вв. Архивная копия от 11 августа 2014 на Wayback Machine // Былые годы: российский исторический журнал. — 2014. — № 32 (2). — С. 233—238.
- Семёнов О. В. Система ямской гоньбы и государственное «судовое дело» в Западной Сибири в XVII веке Архивная копия от 30 июля 2021 на Wayback Machine // Российская история. — 2012. — N 3. — С. 138—143.
- Семёнов О. В. Влияние денежной реформы 1654—1663 годов на систему профессиональной ямской гоньбы в Западной Сибири Архивная копия от 30 июля 2021 на Wayback Machine // Российская история. — 2014. — № 3. — С. 91—97.
- Семёнов О. В. О времени и обстоятельствах возникновения ямской гоньбы в русских землях // Известия Уральского федерального университета: Гуманитарные науки. — Екатеринбург: Изд-во УрФУ, 2016. — № 1 (148). — С. 103—119.
- Семёнов О. В. Ямская гоньба в Сибири до конца XVII века // Cahiers du Monde russe. — 2019. — № 1 (60). — С. 147—174.
- Семёнов О. В. Ямская реформа в Московском государстве в XVI в. Архивная копия от 30 июля 2021 на Wayback Machine // Известия Уральского федерального университета: Гуманитарные науки. — Екатеринбург: Изд-во УрФУ, 2017. — № 1 (160). — С. 116—129.
- Снегирёв, д-р. Первая регулярная почта в России Архивная копия от 23 марта 2016 на Wayback Machine // Россика. — 1939. — № 36. — С. 223—225.
- Филателистический словарь / Сост. О. Я. Басин. — М.: Связь, 1968. — 164 с. (См. Ямская гоньба и Ямская почта.)
- Шмидт К. Почтовая гоньба в России Архивная копия от 4 марта 2016 на Wayback Machine // Советский коллекционер. — 1932. — № 1. — С. 8—11.
- Шрамченко С. Почта древней Руси (до 1857 года) Архивная копия от 23 марта 2016 на Wayback Machine // Россика. — 1958. — № 54. — С. 37-39.